# Carl Johann Greith
Carl Johann Greith, né le 25 mai 1807 à Rapperswil et mort le 17 mai 1882 à Saint-Gall, est un prêtre catholique suisse, évêque de Saint-Gall de 1862 à 1882.

## Biographie
Carl Johann Greith est né le 25 mai 1807 à Rapperswil, dans le canton de Saint-Gall, dans une famille d'origine savoyarde. Son père, Karl Dominik Greith, est musicien et orfèvre ; sa mère est née Anna Maria Büeler. Il a un frère aîné, le compositeur Franz Josef Greith (de).
Greith a étudié la théologie catholique, la philosophie et l'histoire au lycée à Lucerne, puis à Munich. C'est là qu'il fait la connaissance de Joseph Görres. En 1829, il se rend à Paris, principalement pour apprendre le métier de bibliothécaire. Mais c'est là qu'il décide de se lancer dans la carrière sacerdotale et entra au séminaire de Saint-Sulpice en 1829.
Après son ordination en 1831, il travaille à Saint-Gall comme adjoint à la bibliothèque, puis comme sous-recteur du séminaire. Greith y est également professeur d'histoire de l'Église, mais est destitué en 1834 par le gouvernement en tant que défenseur véhément des positions catholiques. Il fait alors des recherches à Rome pendant trois ans pour le compte du gouvernement britannique, où il examine surtout des documents sur l'histoire britannique. En 1837, il accepte un poste de pasteur à Mörschwil, puis deux ans plus tard à Saint-Gall, où il devient doyen de la cathédrale et official de l'évêque en 1847. De 1837 à 1853, Greith est membre du Grand Conseil et à nouveau un leader du mouvement catholique conservateur dans le Kulturkampf. En 1849, il obtient une chaire de philosophie. Le 11 septembre 1862, il est élu évêque de Saint-Gall, validé par le pape Pie IX le 17 mars 1863 et consacré comme tel le 3 mai 1863 par Joseph Fessler (en). Lors de Vatican I en 1871, Greith, ami d'Ignaz von Döllinger, argumente contre le fait de décider du dogme de l'infaillibilité dans les conditions actuelles. Il accepte cependant la dogmatisation, même s'il ne proclama ce dogme dans son diocèse qu'en 1873.
Il meurt le 17 mai 1882 à Saint-Gall.